# عندما يزدهر حبي
عندما يزدهر حبي (بالكورية: 화양연화 – 삶이 꽃이 되는 순간) هو مسلسل كوري جنوبي من بطولة يو جي-تاي، لي بو يونغ وبارك جن يونغ. عرض المسلسل على شبكة تي في إن في الفترة من 25 أبريل حتى 14 يونيو 2020.

## روابط خارجية
- عندما يزدهر حبي على موقع IMDb (الإنجليزية)
- عندما يزدهر حبي على موقع نتفليكس (الإنجليزية)
- عندما يزدهر حبي على موقع قاعدة بيانات الفيلم (الإنجليزية)